# Joca
Jorge Samuel Figueiredo Fernandes, meglio noto come Joca (Braga, 30 gennaio 1996), è un calciatore portoghese, centrocampista del Volo.

## Caratteristiche tecniche
È un trequartista.

## Carriera

### Club
Cresciuto nelle giovanili del Braga, ha esordito con la seconda squadra il 9 agosto 2014 in occasione del match di campionato perso 1-0 contro il Tondela.

### Nazionale
Ha giocato nelle nazionali giovanili portoghesi Under-19 ed Under-20.

## Statistiche

### Presenze e reti nei club
Statistiche aggiornate al 22 agosto 2018.
| Stagione        | Squadra         | Campionato      | Campionato | Campionato | Coppe nazionali | Coppe nazionali | Coppe nazionali | Coppe continentali | Coppe continentali | Coppe continentali | Altre coppe | Altre coppe | Altre coppe | Totale | Totale | Totale |
| Stagione        | Squadra         | Comp            | Pres       | Reti       | Comp            | Pres            | Reti            | Comp               | Pres               | Reti               | Comp        | Pres        | Reti        | Pres   | Reti   |        |
| --------------- | --------------- | --------------- | ---------- | ---------- | --------------- | --------------- | --------------- | ------------------ | ------------------ | ------------------ | ----------- | ----------- | ----------- | ------ | ------ | ------ |
| 2014-2015       | Braga B         | LdH             | 18         | 0          |                 | -               | -               |                    | -                  | -                  |             | -           | -           | 18     | 0      |        |
| 2015-2016       | Braga B         | LdH             | 42         | 3          |                 | -               | -               |                    | -                  | -                  |             | -           | -           | 42     | 3      |        |
| 2016-2017       | Braga B         | LdH             | 38         | 12         |                 | -               | -               |                    | -                  | -                  |             | -           | -           | 38     | 12     |        |
| 2017-2018       | Tondela         | PL              | 14         | 0          | CP+CdL          | 0+1             | 0               |                    | -                  | -                  |             | -           | -           | 15     | 0      |        |
| Totale carriera | Totale carriera | Totale carriera | 112        | 15         |                 | 1               | 0               |                    | -                  | -                  |             | -           | -           | 113    | 15     |        |

## Palmarès

### Club

#### Competizioni nazionali
- Segunda Liga: 1

Rio Ave: 2021-2022